# 聖安娜 (弗朗西斯科-莫拉桑省)
-聖安娜（西班牙語：Santa Ana），是洪都拉斯的城鎮，位於該國中部，由弗朗西斯科-莫拉桑省負責管轄，始建於1889年，面積65.92平方公里，海拔高度1,361米，2001年人口8,549，人口密度每平方公里129.69人。
13°56′0″N 87°16′0″W / 13.93333°N 87.26667°W